# Elezioni parlamentari in Grecia del giugno 2012
Le elezioni parlamentari in Grecia del giugno 2012 si tennero il 17 giugno per il rinnovo del Parlamento ellenico; ebbero luogo dopo solo un mese dalle precedenti consultazioni, all'esito delle quali non era riuscita a formarsi alcuna maggioranza parlamentare.
Dopo 3 giorni di consultazioni, Antōnīs Samaras, esponente di Nuova Democrazia, divenne Primo ministro; il governo poté formarsi in forza dell'appoggio esterno del Movimento Socialista Panellenico) e di Sinistra Democratica. Il 9 luglio il governo di Samaras otteene la fiducia del Parlamento con 179 voti su 300.

## Contesto

### Sistema elettorale
I 300 seggi del Parlamento ellenico sono stati distribuiti così: 250 seggi sono stati assegnati con il metodo proporzionale con una percentuale minima (sbarramento) per accedere al Parlamento del 3%; i restanti 50 seggi sono stati assegnati automaticamente al partito (non alla coalizione) che ha ricevuto più voti.
Per avere la maggioranza parlamentare un partito o una coalizione dovrebbe controllare 151 seggi su 300. Le schede bianche o nulle, così come i voti per le forze politiche che non hanno raggiunto lo sbarramento del 3% non sono state conteggiate per l'assegnazione dei seggi.

### Sondaggi
I sondaggi pubblicati dopo le precedenti elezioni mostrano come, in un primo momento, SYRIZA era diventato il primo partito greco. In seguito, però, Nuova Democrazia, già uscita vincente dalle precedenti elezioni ma senza maggioranza in Parlamento, sembra essere tornata nuovamente il partito più votato dai greci.

## Risultati
| Liste                                                                   | Voti      | %     | Seggi |
| ----------------------------------------------------------------------- | --------- | ----- | ----- |
| Nuova Democrazia (ND)                                                   | 1 825 497 | 29,66 | 129   |
| Coalizione della Sinistra Radicale (SYRIZA)                             | 1 655 022 | 26,89 | 71    |
| Movimento Socialista Panellenico (PASOK)                                | 756 024   | 12,28 | 33    |
| Greci Indipendenti (ANEL)                                               | 462 406   | 7,51  | 20    |
| Alba Dorata (XA)                                                        | 426 025   | 6,92  | 18    |
| Sinistra Democratica (DIMAR)                                            | 384 986   | 6,25  | 17    |
| Partito Comunista di Grecia (KKE)                                       | 277 227   | 4,50  | 12    |
| Dimiourgia, xana! - Azione - Alleanza Liberale (DI.XAN. - DRASI - FISY) | 98 140    | 1,59  | –     |
| Raggruppamento Popolare Ortodosso (LAOS)                                | 97 099    | 1,58  | –     |
| Verdi Ecologisti                                                        | 54 408    | 0,88  | –     |
| Movimento Non Pago                                                      | 23 699    | 0,39  | –     |
| Antarsya                                                                | 20 416    | 0,33  | –     |
| Società                                                                 | 17 770    | 0,29  | –     |
| Unione dei Centristi                                                    | 17 145    | 0,28  | –     |
| Partito dei Pirati di Grecia                                            | 14 170    | 0,23  | –     |
| Movimento Panathinaiko                                                  | 12 459    | 0,20  | –     |
| KKE(m-l) - M-L KKE                                                      | 7 592     | 0,12  | –     |
| Partito dei Liberali                                                    | 623       | 0,01  | –     |
| Movimento di Resistenza Nazionale                                       | 81        | 0,00  | –     |
| Indipendenti                                                            | 385       | 0,01  | –     |
| Totale                                                                  | 6 155 464 | 100   | 300   |

| Riepilogo dei voti (+/- elezioni 2012)  | Riepilogo dei voti (+/- elezioni 2012) | Riepilogo dei voti (+/- elezioni 2012) | Riepilogo dei voti (+/- elezioni 2012) | Riepilogo dei voti (+/- elezioni 2012) | Riepilogo dei voti (+/- elezioni 2012) | Riepilogo dei voti (+/- elezioni 2012) |
| --------------------------------------- | -------------------------------------- | -------------------------------------- | -------------------------------------- | -------------------------------------- | -------------------------------------- | -------------------------------------- |
| Nuova Democrazia                        | Nuova Democrazia                       | Nuova Democrazia                       |                                        |                                        | 29,66%                                 | ▲ 10,81                                |
| Coalizione della Sinistra Radicale      | Coalizione della Sinistra Radicale     | Coalizione della Sinistra Radicale     |                                        |                                        | 26,89%                                 | ▲ 10,10                                |
| Movimento Socialista Panellenico        | Movimento Socialista Panellenico       | Movimento Socialista Panellenico       |                                        |                                        | 12,28%                                 | ▼ 0,90                                 |
| Greci Indipendenti                      | Greci Indipendenti                     | Greci Indipendenti                     |                                        |                                        | 7,51%                                  | ▼ 3,11                                 |
| Alba Dorata                             | Alba Dorata                            | Alba Dorata                            |                                        |                                        | 6,92%                                  | ▼ 0,05                                 |
| Sinistra Democratica                    | Sinistra Democratica                   | Sinistra Democratica                   |                                        |                                        | 6,25%                                  | ▲ 0,14                                 |
| Partito Comunista di Grecia             | Partito Comunista di Grecia            | Partito Comunista di Grecia            |                                        |                                        | 4,50%                                  | ▼ 3,98                                 |
| Dimiourgia, xana!                       | Dimiourgia, xana!                      | Dimiourgia, xana!                      |                                        |                                        | 1,59%                                  | ▼ 2,36                                 |
| Raggruppamento Popolare Ortodosso       | Raggruppamento Popolare Ortodosso      | Raggruppamento Popolare Ortodosso      |                                        |                                        | 1,58%                                  | ▼ 1,31                                 |
| Altri <1,00%                            | Altri <1,00%                           | Altri <1,00%                           |                                        |                                        | 1,56%                                  | ▼ 1,24                                 |
| Riepilogo dei seggi (+/- elezioni 2012) |                                        |                                        |                                        |                                        |                                        |                                        |
|                                         |                                        |                                        |                                        |                                        |                                        |                                        |
| KKE                                     | 12                                     | ▼ 14                                   |                                        | Syriza                                 | 71                                     | ▲ 19                                   |
| PASOK                                   | 33                                     | ▼ 8                                    |                                        | DIMAR                                  | 17                                     | ▼ 2                                    |
| ANEL                                    | 20                                     | ▼ 13                                   |                                        | ND                                     | 129                                    | ▲ 21                                   |
| XA                                      | 18                                     | ▼ 3                                    |                                        |                                        |                                        |                                        |